# 로베르트 블룸

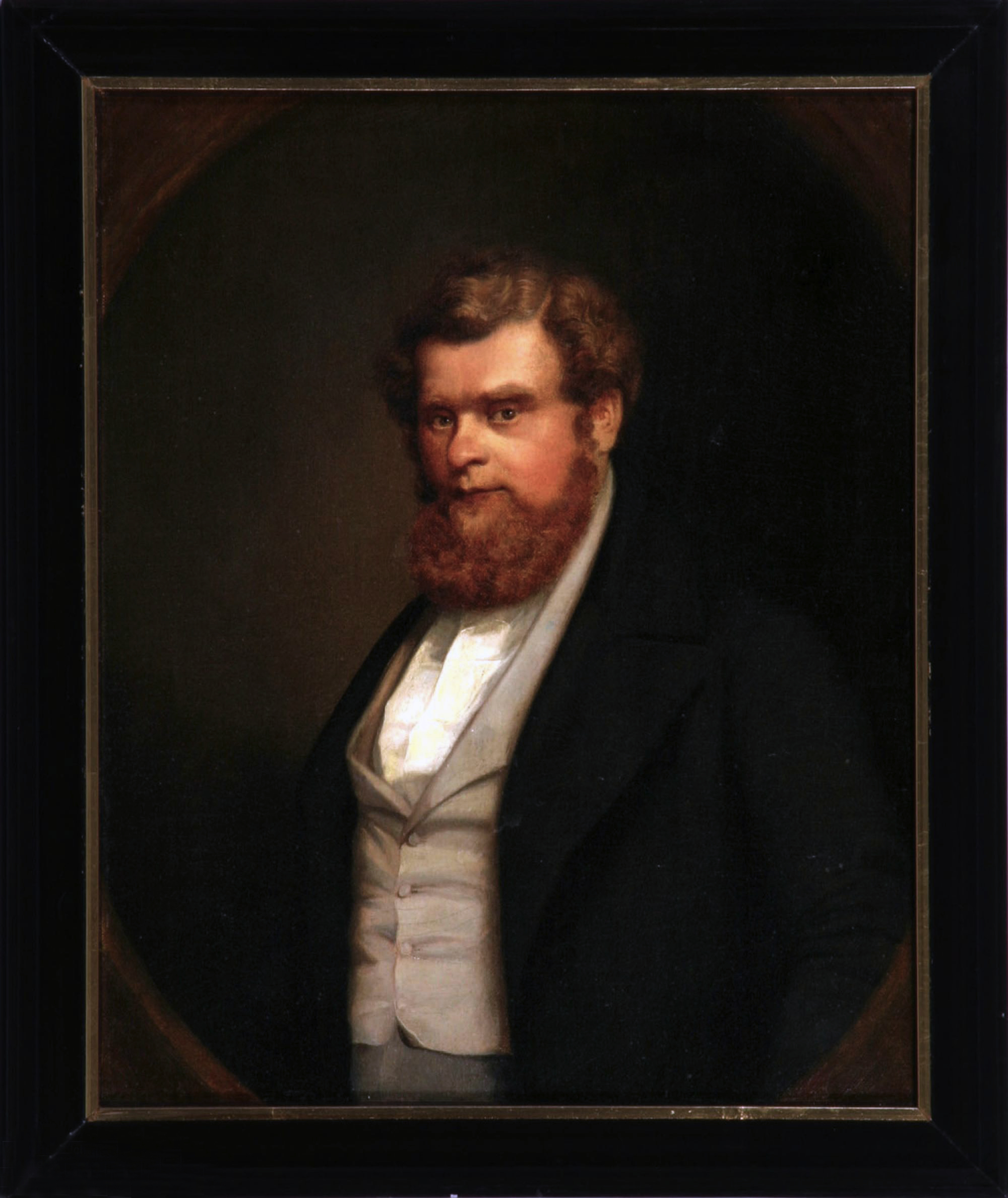
로버트 블룸의 초상화. 1845년~1848년사이로 추정.

로베르트 블룸(Robert Blum, 1807년 11월 10일 ~ 1848년 11월 9일)은 작센지방 출신의 독일의 민중계몽운동 인사로 혁명가이자 시인이었다. 자유주의 성향으로 그는 독일의 민주적 통일을 지향하였으며, 1848년 프랑크푸르트 국민의회 창립의 주역이자, 1848년 독일 혁명의 주역이었다. 훗날 1848년 빈에서 혁명을 일으켜 급진적 지도자로 활동했으나, 혁명이 융커 계층의 보수파들의 반발과 탄압 등으로 실패로 끝나면서 체포되어 그 해 10월 오스트리아 빈에서 처형되었다.

## 같이 보기
- 1848년 독일 혁명
- 프랑크푸르트 국민의회